# Nudochernes granulatus
Nudochernes granulatus är en spindeldjursart som beskrevs av Beier 1951. Nudochernes granulatus ingår i släktet Nudochernes och familjen blindklokrypare. Inga underarter finns listade i Catalogue of Life.